# Planche (bois)
Pour les articles homonymes, voir Planche.

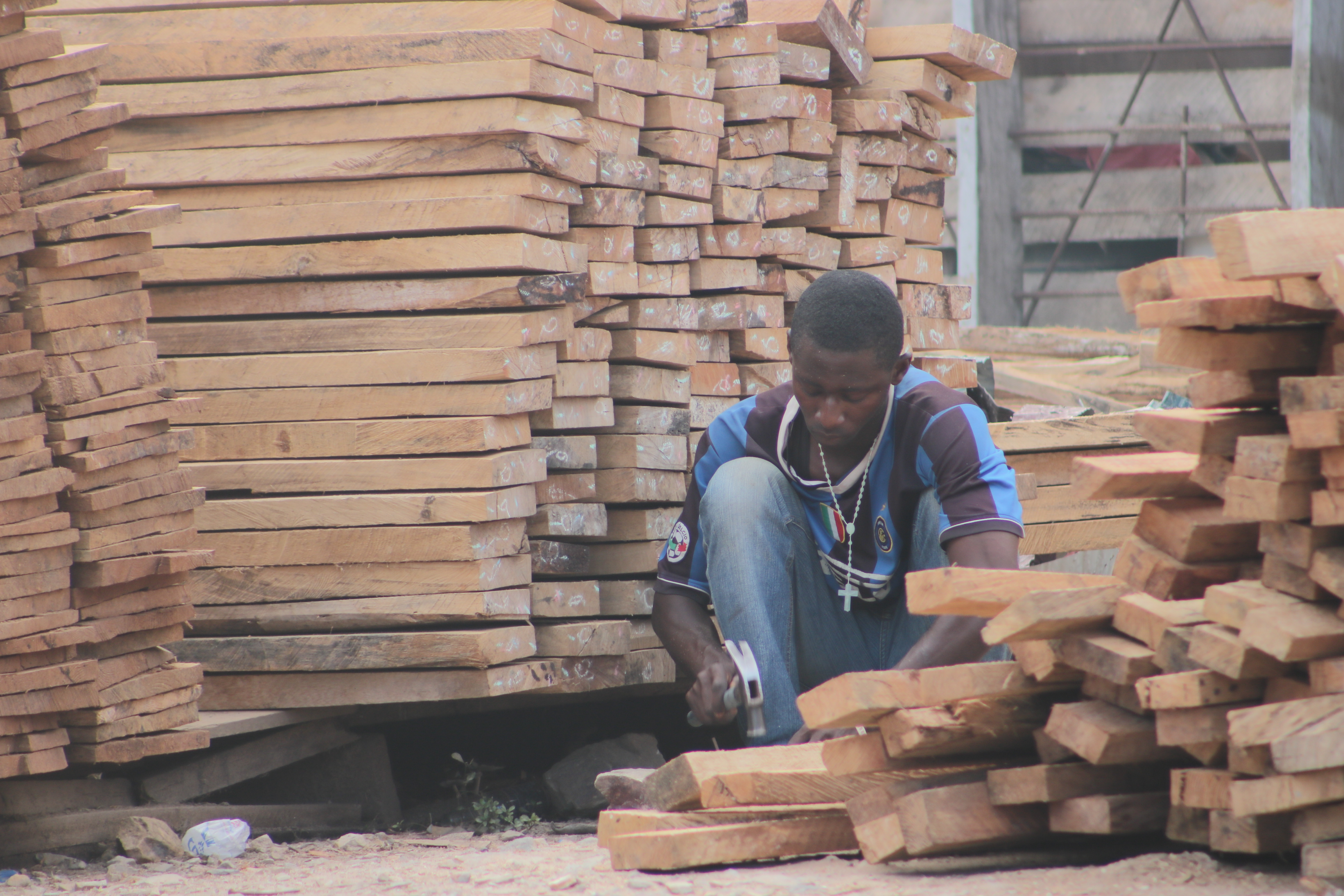
Vendeur de planches au Ghana.

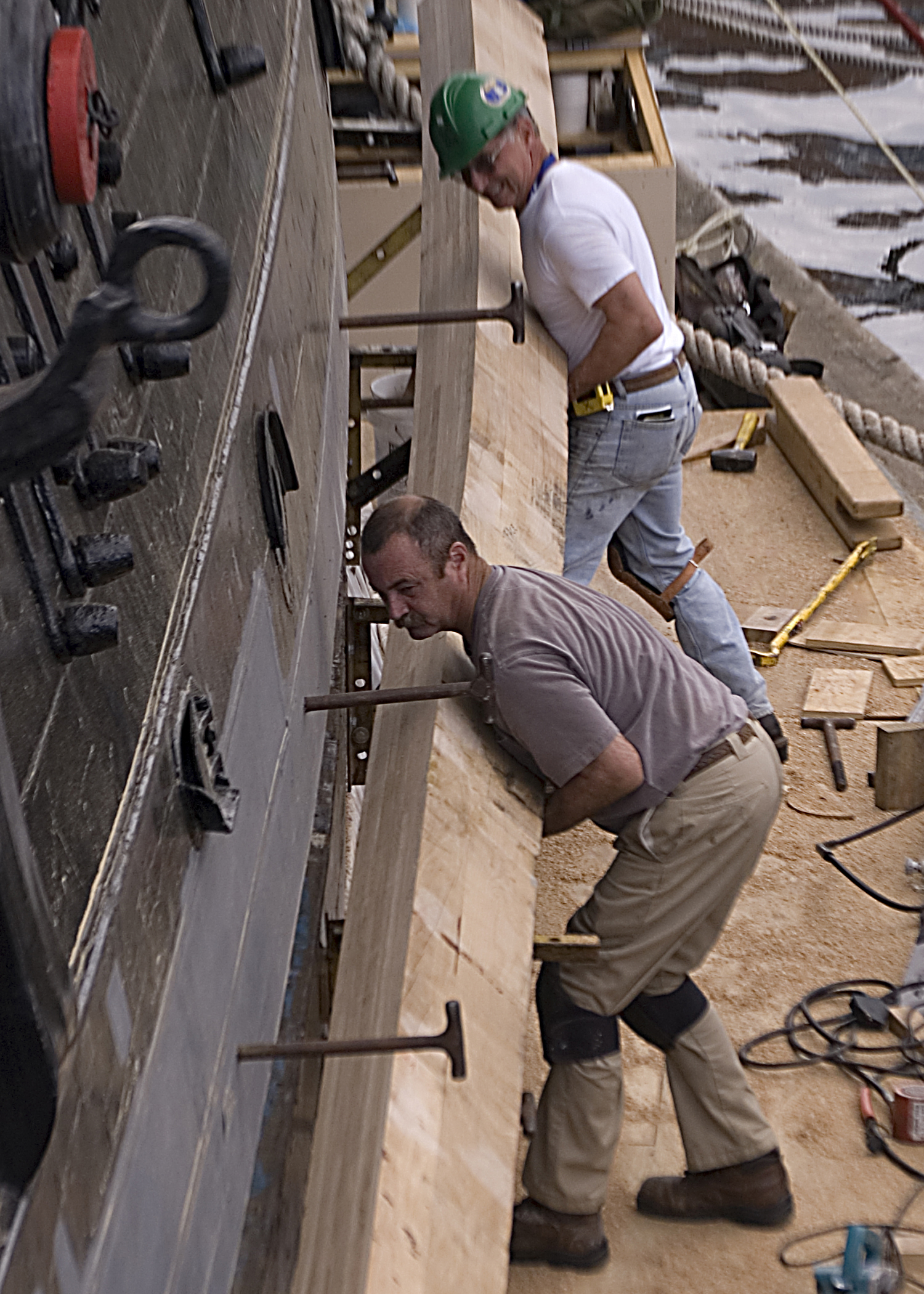
Table en bois utilisée pour la construction d'un bateau.

Une planche est un produit rectangulaire du sciage du bois qui a une épaisseur entre 22 et 55 millimètres et une largeur supérieure ou égale à quatre fois à celle-ci.

## Standard et sémantique
Les épaisseurs usuelles (certains débiteurs proposent des épaisseurs inhabituelles) sont de 22, 27, 34, 41 et 45 millimètres. Dans l'ordre croissant des épaisseurs, la planche se place entre les feuillets et les madriers.

## Usages
Cet objet sert principalement dans la construction des bâtiments, des ponts, des bateaux en bois, etc..